# كريستوفر هوكينز (سياسي)
كريستوفر هوكينز (بالإنجليزية: Christopher Hawkins)‏ هو سياسي بريطاني، ولد في 26 نوفمبر 1937 في المملكة المتحدة. حزبياً، نشط في حزب المحافظين. في الانتخابات العمومية للمملكة المتحدة 1983 ‏، انتخب عضو البرلمان التاسع والأربعون للمملكة المتحدة عن دائرة هاي بيك خلال فترته النيابية ‏ (9 يونيو 1983 – 18 مايو 1987) وفي الانتخابات العمومية للمملكة المتحدة 1987 ‏، انتخب عضو البرلمان الخمسون للمملكة المتحدة عن دائرة هاي بيك خلال فترته النيابية ‏ (11 يونيو 1987 – 16 مارس 1992).